# Torrejón del Rey
Torrejón del Rey es un municipio y localidad española de la provincia de Guadalajara, en la comunidad autónoma de Castilla-La Mancha. El término municipal tiene una población de 6324 habitantes (INE 2024).

## Geografía
Integrado en la comarca de La Campiña de Guadalajara, se sitúa a 18 km de la capital provincial. El término municipal está atravesado por la carretera N-320, entre los pK 302 y 312, además de por carreteras locales que conectan con Galápagos (GU-1056) y Valdeavero (GU-141). El relieve del municipio es predominantemente llano, estando atravesado por numerosos arroyos, siendo el más importante el Torote. La altitud oscila entre los 800 m en la Urbanización Parque de las Castillas, y los 690 m a orillas del río Torote. El pueblo se alza a 721 m sobre el nivel del mar. Existe un diminuto enclave de Torrejón dentro de la provincia de Madrid, único territorio de Castilla-La Mancha aislado en otra región, conocido como Los Barrancos y La Canaleja. Los núcleos de población son Torrejón pueblo y la urbanización Parque de Las Castillas.
| Noroeste: Galápagos y Ribatejada (Madrid) | Norte: Galápagos         | Noreste: Valdeaveruelo       |
| Oeste: Ribatejada (Madrid)                |                          | Este: Valdeaveruelo          |
| Suroeste: Valdeavero (Madrid)             | Sur: Valdeavero (Madrid) | Sureste: Valdeavero (Madrid) |

El exclave incluido en la provincia de Madrid limita con Ribatejada, Fresno de Torote y Valdeavero.

## Historia
Se han encontrados restos arqueológicos de asentamientos prerromanos en la zona del Corredor del Henares próxima a Torrejón. Se inicia la romanización de la Carpetania a partir del 182 a. C. Los pretores Sempronio Graco y Postumio Albino someten el territorio. Hacia el siglo I a. C. existe un proceso de urbanización de la Carpetania y la Oretania, donde había aldeas o poblados fortificados en vez de "cives" (o ciudades) según el geógrafo Estrabón. Tras los romanos vinieron los visigodos (siglos V a VIII) y los árabes (siglo VIII).
Pero el primer testimonio histórico de Torrejón del Rey data de la conquista de la zona por Alvar Fáñez, quien actuaría en nombre del rey Alfonso VI (1037-1109) en Guadalajara y las poblaciones de su entorno. Los almohades recuperan la zona cuando derrotan a los cristianos en Alarcos (1195). El rey castellano Alfonso VIII (1155-1214) solicita la ayuda de las milicias de la Extremadura castellana. En compensación cede a Segovia, el 25 de marzo de 1190, un total de 19 aldeas situadas entre los ríos Tajuña y Henares correspondientes al alfoz de Alcalá de Henares. Había que repoblar la zona límite con los territorios árabes. Tras la decisiva victoria sobre los almohades en las Navas de Tolosa (1212) se aleja el peligro musulmán de la cuenca del Tajo y Alfonso VIII restituye estas aldeas al Arzobispado de Toledo. De éste dependía el arciprestazgo de Alcolea de Torote que comprendía varias parroquias, entre ellas la de Torrejón del rey. Juan II de Castilla (1406-1454), determina que Torrejón del Rey pase a la jurisdicción del alfoz de Guadalajara. En 1430 el rey cede al Marques de Santillana varias aldeas como pago a sus servicios en la guerra contra los Infantes de Aragón.
Después de la invasión francesa el guerrillero Juan Martín Díez, “El Empecinado”, que dirigía el “Batallón de Tiradores de Sigüenza”, resiste con la guerrilla en Guadalajara, Cuenca y la campiña del Henares. Las Cortes de Cádiz suprimen los Señoríos jurisdiccionales por decreto del 6 de julio de 1811. Los avatares políticos de esos tiempos, vuelta al absolutismo de Fernando VII (1784-1833), limitaron las reclamaciones de los ayuntamientos para recuperar la plena jurisdicción sobre el territorio del municipio. Sólo en 1834, al triunfar el régimen liberal, quedan definitivamente abolidos los señoríos (1837). En 1833, Javier de Burgos, ministro de Fomento, reforma la administración creando las actuales provincias, e inscribe a Torrejón del Rey dentro de la provincia de Guadalajara. En el Diccionario de Madoz (1846-1850) figura en la página 85 del tomo XV como sigue: 

TORREJÓN DEL REY: v. con ayunt. en la prov. part. jud. de Guadalajara (3 leg.), aud. terr. de Madrid (7), c. g. de Castilla la Nueva, dióc. de Toledo (19). SIT. á la márgen izq. del arroyo Toróte, con buena ventilación y CLIMA sano tiene 104 CASAS; la consistorial; escuela de instrucción primaría, frecuentada por 35 alumnos; una igl. parro. matriz de las de Camarma del Caño y Camarma de Encima, servida por un cura y un sacristán: confina el TÉRM. con los de Galápagos, Usanos, Alcolea, Valdeabero, Valdeaberuelo y Serracines: el TERRENO que participa de quebrado y llano, es de buena calidad: CAMINOS: los que dirigen á los pueblos limítrofes. CORREO: se recibe y despacha en Guadalajara. PROD.: trigo, cebada, centeno, avena, garbanzos y otras legumbres, vino, aceite y buenos pastos, con los que se mantiene ganado lanar, vacuno y de cerda: IND.:  la agrícola y recriación de ganados. POBL.: 92 vec., 248 alm. CAP. PROD. con Alcolea 2.321,000 rs. IMP.: 139.260. CONTR. 11,963.

Durante la Guerra Civil, Torrejón del Rey estaba en el territorio no controlado por los militares sublevados contra la República, a unos 50 km al oeste del frente de guerra. En marzo de 1937 el Cuerpo de Tropas Voluntarias, un cuerpo de ejército con decenas de miles de soldados italianos, inició una ofensiva sobre Brihuega, en la carretera de Madrid a Barcelona, con la intención de avanzar hacia el Sur para cortar la carretera de Madrid a Valencia, única conexión entre la capital y el resto de la España republicana, comenzando la batalla de Guadalajara. Los italianos nunca consiguieron pasar más allá de Brihuega y Torija, a unos 30 km de Torrejón del Rey, y el Ejército Popular de la República Española hizo retroceder a los invasores a sus posiciones iniciales, siendo la primera victoria del Ejército Popular.

## Demografía
Torrejón del Rey cuenta con una población de 6324 habitantes (INE 2024).
| Gráfica de evolución demográfica de Torrejón del Rey entre 1842 y 2021                                              |
| |
| Población de derecho según los censos de población del INE Población de hecho según los censos de población del INE |

La población de Torrejón permaneció entre los 400 y 500 habitantes hasta la década de 1990 cuando empiezan a desarrollarse las nuevas urbanizaciones del municipio, entre ellas, El parque Las Castillas (unos 2500 habitantes) y Muriel.

## Patrimonio
- Iglesia parroquial de San Julián y Santa Basilisa, de estilo mudéjar tardío;
- Casa Grande, construcción del XVI y del mismo estilo que la iglesia;
- Gran caserón del siglo XVIII en la Plaza de la Fuente;
- Ribera del río Torote o  la Fuente Vieja.[7]

## Fiestas
Las fiestas patronales son el 2 de febrero.